# Alain Billiet
Alain Billiet (Bruges, Bèlgica, el 5 de juny del 1951) és el creador del logotip de l'euro.
Billiet va estudiar dret a la Universitat d'Anvers i després va seguir un curs de publicitat gràfica a Tournai.
El 1992 va ser responsable de la imatge de la Unió Europea durant l'Exposició Mundial de Sevilla i els Jocs Olímpics de Barcelona.
Sota la direcció del cap de projecte, Jean-Pierre Malivoir, Alian Billiet va proposar una sèrie d'esborranys de vuit projectes, incloent-hi el logo que acabaria esdevenint el símbol de l'euro. «Precís i confiat, com un brètzel postmodern», titulava The European Business del 18 de desembre del 1996. «Va ser escollit d'entre una sèrie de dissenys interns encarregats pel departament del Comissari de Finances de la UE, Yves Thibault de Silguy».
El símbol € es basa en la E d'Europa, fa referència a l'èpsilon i al bressol de la civilització europea, combinat amb les dues línies horitzontals recorden visualment als símbols financers d'altres monedes de referències ($ del dòlar estatunidenc, £ de la lliura esterlina i ¥ del ien), a més d'evocar l'estabilitat.
Hi ha, no obstant això, controvèrsia sobre si Billiet és el dissenyador original o si va confiar en un disseny molt més antic per Arthur Eisenmenger, un alemany que va ser actiu com a dissenyador gràfic principal per a la Comunitat Econòmica Europea.
El logo va ser proposat per la Comissió Europea a la seva cimera a Dublín (1996).
Billiet està casat, pare de cinc fills i ara viu a Manage.